# سارا کانر (نابودگر)
سارا کانر (به انگلیسی: Sarah Connor) یکی از شخصیت‌های اصلی مجموعه فیلم‌های نابودگر است که توسط جیمز کامرون ساخته شده است. وی با کایل ریس رابطه عاطفی داشته و مادر جان کانر رهبر مقاومت انسان‌ها می‌باشد. اولین حضور این شخصیت در نابودگر ۱۹۸۴ ساختهٔ جیمز کامرون بود.
ایفاگر نقش او در دو فیلم اول، فیلم چهارم (صدا)، فیلم ششم و تی ۲: سه بعدی نبرد در میان زمان لیندا همیلتون و در فیلم پنجم امیلیا کلارک است. در فیلم پنجم کودکی این شخصیت نیز توسط ویلا تیلور به تصویر کشیده شده است. همچنین در سریال ماجراهای سارا کانر ایفا این شخصیت بر عهده لینا هیدی می‌باشد.

## حضور در فیلم‌ها
توجه: توضیحات زیر پایان تمام فیلم‌ها را لو می‌دهد.

### نابودگر ۱۹۸۴
سارا کانر ۱۹ ساله (با بازی لیندا همیلتون) زندگی عادی دارد و مشغول به کار است. اما دو نفر از آینده به خاطر او به زمان حال فرستاده می‌شوند. اولی توسط اسکای نت، نابودگر (با بازی آرنولد شوارتزنگر) رباتی که برای قتل او آمده و دیگری از طرف نیروی مقاومت انسان‌ها، کایل ریس (با بازی مایکل بین) که برای حفاظت از سارا در برابر نابودگر آمده؛ زیرا زنده ماندن سارا اهمیت زیادی دارد چون در آینده پسری به دنیا می‌آورد که اسکای نت را نابود می‌کند(جان کانر). سر انجام پس از درگیری‌های بین نابودگر و کایل، کایل می‌میرد و در آخر سارا کانر نابودگر نیمه جان را از پا درمی‌آورد. اما چند ماه بعد و در آخرین سکانس سارا را در حالی که از کایل جان کانر را حامله است می‌بینیم.

### نابودگر ۲:روز رستاخیز ۱۹۹۱
دوباره دو نفر از آینده به زمان حال فرستاده می‌شوند؛ ولی این بار هر دو نابودگر هستند، اولی نابودگر تی ۸۰۰ (مدل همان نابودگر فیلم قبل، با بازی آرنولد شوارتزنگر) و دیگری نابودگر تی-۱۰۰۰ (نابودگر پیشرفته جیوه ای، با بازی رابرت پاتریک) این‌بار هدف نابودگر تی ۸۰۰ محافظت از جان کانر است و تی ۱۰۰۰ قصد کشتن جان کانر را دارد. نابودگر و سارا کانر ۲۹ ساله (با بازی لیندا همیلتون) موفق به نابودی تی ۱۰۰۰ و نابودی آزمایشگاهی که در آن داشتند نابودگر را می‌ساختند می‌شوند. همهٔ امکاناتی که با آن می‌شد نابودگر را ساخت از بین رفته جز نابودگر تی ۸۰۰. به همین دلیل او خود را نابود می‌کند تا از رویش نابودگر را نسازند.

### نابودگر ۳:قیام ماشین‌ها ۲۰۰۳
در این فیلم سارا کانر وجود ندارد زیرا لیندا همیلتون در این فیلم بازی نکرد و در این فیلم سارا کانر بر اثر سرطان خون مرده است.

### نابودگر رستگاری ۲۰۰۹
در این فیلم تنها صدای ضبط شدهٔ سارا کانر(لیندا همیلتون) پخش می‌شود که جان کانر (با بازی کریستین بیل) آن را گوش می‌دهد و عکس سارا کانر در فیلم نشان داده می‌شود.

### نابودگر:جنسیس (پیدایش) ۲۰۱۵

این بار امیلیا کلارک نقش سارا کانر را ایفا کرد. نابودگری با نام پاپز (با بازی آرنولد شوارتزنگر) در نه سالگی سارا از آینده به زمان حال سفر کرده بود و او را برای مقابله با نابودگرها آماده کرده بود. این درحالی اتفاق افتاده بود که سارا توسط نابودگر دیگری یتیم شده بود. کایل ریس نیز برای محافظت از سارا از آینده فرستاده می‌شود اما متوجه می‌شود که سارا از همه چیز خبر دارد و کاملاً آماده است. جان کانر توسط اسکای نت تغییر یافته و شخصیت منفی داستان است و کایل ریس و سارا و نابودگر سر انجام او را نابود می‌کنند.

### نابودگر:سرنوشت تاریک ۲۰۱۹
این بار سارا کانر دوباره توسط لیندا همیلتون ایفا شد. پس از وقایع نابودگر ۲ سارا فکر می‌کند که همه چیز راجع به نابودگران به پایان رسیده اما یک نابودگر (با بازی برت آذر و چهره دیجیتالی آرنولد) قبل از نابودی اسکای‌نت برای نابودی جان کانر فرستاده می‌شود و موفق می‌شود که او را به قتل برساند و سارا نمی‌تواند برایش کاری انجام دهد. اما پس از سال‌ها برای اولین بار با سارا کانر مسن ۵۵ ساله به همراه نابودگر مسن با نام کارل (همان قاتل جان، آرنولد شوارتزنگر) با گریس سرباز همراه شده و از دنیلا راموس در برابر رو- ۹ نابودگر پیشرفته محافظت کرده و در نهایت گریس و نابودگر در این راه جان خود را از دست می‌دهند و دنی با سارا همراه می‌شود که خود را برای اتفاقات آینده آماده کند.

## حضور در سریال

### نابودگر ماجراهای سارا کانر ۲۰۰۸

اینبار لینا هیدی نقش سارا کانر را ایفا کرد. داستان حول و حوش نابودگر ۲:روز رستاخیز می‌چرخد و شروع داستان از آنجایی است که سارا و جان(توماس دکر) به شهر جدیدی نقل مکان می‌کنند.

## ایفاگر نقش

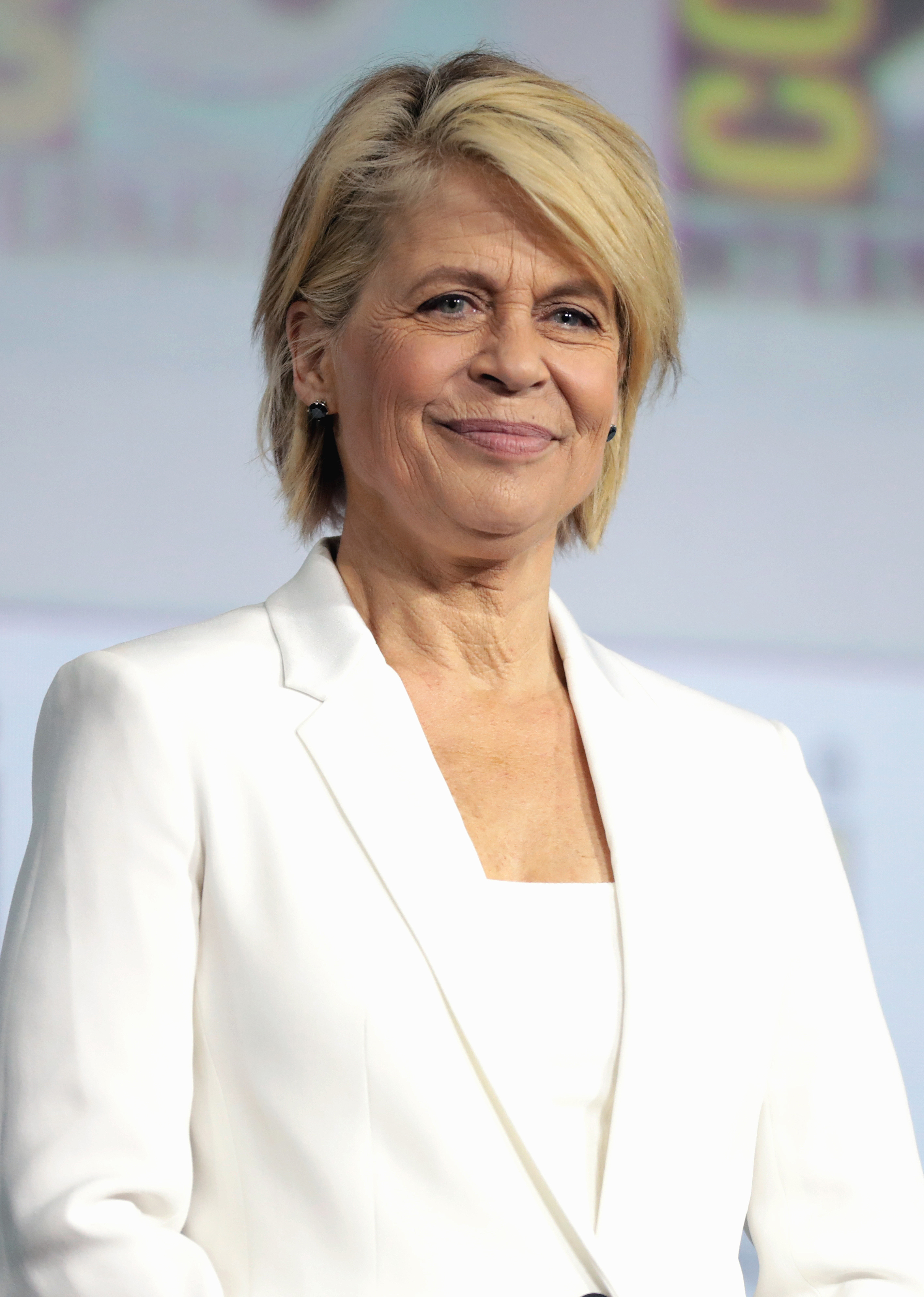
لیندا همیلتون در حال سخنرانی در «کمیک‌کان بین‌المللی سن دیگو ۲۰۱۹» برای فیلم «ترمیناتور: سرنوشت تاریک»، در مرکز همایش‌های سن دیگو، کالیفرنیا.

در دو فیلم اول و تی ۲: سه بعدی نبرد در میان زمان لیندا همیلتون این نقش را ایفا کرد و با نظر مثبت منتقدان همراه بود. اما این شخصیت در فیلم سوم حضور نداشت چون لیندا بازی در این فیلم را رد کرد، از آنجا که سارا کانر از شخصیت‌های اصلی دو فیلم قبلی بود، حذف این شخصیت از ضعف‌های داستانی فیلم سوم به‌شمار می‌رود. در فیلم چهارم صدای لیندا همیلتون و عکس آن در فیلم اول به نمایش کشیده می‌شود. در فیلم پنجم امیلیا کلارک این نقش را ایفا کرد و کودکی آن را ویلا تیلور بازی کرد. در فیلم ششم لیندا همیلتون در این نقش بازگشت که منتقدان این موضوع را از خوبی‌های فیلم دانستند. همچنین مادی کورلی (با چهره دیجیتالی لیندا همیلتون) نقش جوانی سارا را بازی کرد. در سریال تلویزیونی لینا هیدی این نقش را ایفا کرده است.

## جاذبه‌ها

### تی ۲ سه بعدی: نبرد در میان زمان
لیندا همیلتون به‌طور خلاصه نقش خود را برای بازی تی ۲ سه بعدی: نبرد در میان زمان، یک جذابیت در پارک تم ۱۹۹۶ در استودیوی جهانی تغییر داد. در این جاذبه که پس از وقایع فیلم دوم تنظیم شده است، سارا و جان برای جلوگیری از ایجاد اسکای نت وارد سایبرداین سیستمز می‌شوند، اما آنها توسط تی-۱۰۰۰ متوقف می‌شوند. جان و یک تی-۸۰۰ بعداً به آینده سفر می‌کنند، جایی که آنها موفق به از بین بردن اسکای نت می‌شوند، و جان برای بازگشت مجدد با سارا به زمان حال بازمی‌گردد.